# Linaria intricata
Linaria intricata é uma espécie de planta com flor pertencente à família Scrophulariaceae. 
A autoridade científica da espécie é Coincy, tendo sido publicada em J. Bot. (Morot) 14: 109 (1900).

## Portugal
Trata-se de uma espécie presente no território português, nomeadamente em Portugal Continental.
Em termos de naturalidade é endémica da Península Ibérica.

## Protecção
Encontra-se protegida por legislação portuguesa ou da Comunidade Europeia, nomeadamente pelo Anexo II (espécie prioritária) e IV da Directiva Habitats e pelo Anexo I da Convenção sobre a Vida Selvagem e os Habitats Naturais na Europa.